# Coleophora pyrrhulipennella
Coleophora pyrrhulipennella é uma espécie de mariposa do gênero Coleophora pertencente à família Coleophoridae.